# Omar Torrijos Herrera
Omar Torrijos Herrera (ur. 13 lutego 1929, zm. 31 lipca 1981) – panamski polityk i wojskowy. Faktycznie autorytarny przywódca Panamy w latach 1968–1981 i jednocześnie głównodowodzący panamskiej Gwardii Narodowej.
Urodził się w 1929 roku w Santiago de Veraguas w Panamie. Studiował na uczelniach wojskowych w Salwadorze, Wenezueli i Stanach Zjednoczonych. W 1952 roku rozpoczął służbę w panamskiej Gwardii Narodowej. Szybko awansował i w 1968 roku był już pułkownikiem. W tym też roku wziął udział w zamachu stanu, który doprowadził do obalenia prezydenta Arnulfo Ariasa Madrida, a sześć miesięcy później sam przejął władzę ogłaszając się głównym przywódcą rewolucji. Mianował się również generałem brygady oraz dowódcą Gwardii Narodowej. Wkrótce stanął na czele rządu.
Jego rządy to okres rozwój usług w dziedzinie handlu, bankowości i transportu morskiego (tzw. tania bandera) dzięki czemu utrzymywał się wzrost gospodarczy i ekspansja zagranicznego kapitału inwestycyjnego, głównie z USA. W 1972 roku Torrijos wprowadził nową konstytucję która wzmocniła uprawnienia władz lokalnych, generał doprowadził do rozwoju związków zawodowych, rozszerzył sferę socjalną, przeprowadził reformę rolną oraz nacjonalizację części przemysłu. Po umocnieniu swojej pozycji Torrijos rozpoczął działania zmierzające do odzyskania zwierzchności nad Kanałem Panamskim, znajdującym się pod kontrolą Stanów Zjednoczonych. Po negocjacjach z amerykańskim prezydentem Jimmym Carterem doszło 7 września 1977 roku do podpisania układu na mocy którego miało nastąpić stopniowe przekazania do roku 2000 pełnej zwierzchności nad strefą kanału. W 1978 ponownie wprowadzono rządy cywilne, faktyczne rządy sprawował jednak Torrijos. W 1979 roku przy wsparciu generała utworzono centrolewicową Demokratyczną Partię Rewolucyjną która do początku lat 80. sprawowała władzę.
Torrijos zginął w wypadku samolotu w 1981 roku. Pojawiały się dość często informacje, że jego śmierć nie była przypadkowa, gdyż miał to być zamach bombowy przygotowany przez CIA. Jego następcą został Florencio Flores Aguilar.
Jego synem był Martín Torrijos (ur. 1963), prezydent Panamy w latach 2004–2009.